# San Pedro (vulkan)
San Pedro är en vulkan i Chile.   Den ligger i regionen Región de Antofagasta, i den norra delen av landet, 1 300 km norr om huvudstaden Santiago de Chile. Toppen på Volcán San Pedro är 5 949 meter över havet, eller 55 meter över den omgivande terrängen. Bredden vid basen är 0,45 km.
Terrängen runt San Pedro är huvudsakligen bergig, men norrut är den kuperad. Runt Volcán San Pedro är det mycket glesbefolkat, med 3 invånare per kvadratkilometer.. Det finns inga samhällen i närheten. 
Trakten runt Volcán San Pedro är ofruktbar med lite eller ingen växtlighet.